# City of Heroes
City of Heroes war ein Computerspiel für Windows und Mac OS (seit Ausgabe 13). Es wurde am 28. April 2004 bis November 2012 von der Firma Cryptic Studios veröffentlicht und gehörte zu den MMORPGs, war jedoch in einer völlig anderen Umgebung angesiedelt als die meisten Vertreter dieses Genres. Während diese meist im Bereich Science-Fiction (siehe z. B. Star Wars Galaxies, Neocron) oder Fantasy (siehe z. B. Guild Wars, Ultima Online, EverQuest II, World of Warcraft) angesiedelt sind, lehnte sich CoH an die großen Superheldencomics an.
Der Spieler schlüpfte hier in die Rolle eines Superhelden. Dabei konnte er seine Herkunft (Mutation, Technologie, Wissenschaft, Natur oder Magie) und seine Rolle (Nahkämpfer, Zerstörer, Brecher, Beherrscher oder Beschützer) festlegen, sich dazu passende Kräfte aussuchen und sich ein Kostüm aus einer umfangreichen Auswahl von Bestandteilen zusammenstellen. Die Kombination aus Herkunft, Rolle, Kräften, dem individuellen Kostüm und einer eigenen Hintergrundgeschichte schaffte ein vielfältiges Spektrum unterschiedlicher Helden.

## Hintergrund
City of Heroes und City of Villains spielen in der fiktiven Stadt Paragon City bzw. den ebenso fiktiven Rogue Isles. Die Hintergrundgeschichte beginnt im 19. Jahrhundert und wird neben der Webseite auch im Spiel durch Gedenktafeln und einige Handlungsbögen erzählt. Zentraler Wendepunkt in jener Welt war der Angriff durch eine überlegene, außerirdische Rasse – den Rikti – am 23. Mai 2002. Nachdem die Invasoren zurückgeschlagen wurden, begann der Wiederaufbau. Den Superhelden der Stadt stellen sich unterschiedliche Gegner, wie verschiedene Banden, Mutierte, Geheimbünde oder auch die zentralen Erzschurken der Stadt. Seit der Veröffentlichung von City of Villains tritt der Kampf zwischen Helden und den Schurken der Rogue Isles deutlicher zutage.

## Spielablauf
Nach der Erzeugung des Helden kann man das optionale Tutorial bestreiten oder direkt nach Paragon City gehen. Die für ein MMORPG typischen Erfahrungspunkte sammelt man durch das Besiegen von Gegnern auf den Straßen und Hinterhöfen der Stadt oder dem Bestehen von Missionen, wobei letzteres oft das Besiegen verschiedener Gegner beinhaltet. Bezwungene Gegner werden nicht getötet, sondern automatisch in die Haftanstalt der Stadt teleportiert. Hat man genug Erfahrungspunkte gesammelt, so steigt man rollenspieltypisch in eine höhere Stufe auf. Bei City of Heroes ermöglicht ein Stufenaufstieg zum Beispiel die Auswahl neuer Kräfte, die individuelle Verbesserung bestehender Kräfte oder eine Vergrößerung des Inventarplatzes. Des Weiteren steigen die Charakterwerte, d. h. der Held wird stärker und widerstandsfähiger.
Die Missionen erhält man von Kontaktpersonen. Zu Beginn des Spiels bekommt man eine Kontaktperson auf Grundlage der eigenen Herkunft zugewiesen. Durch das Erfüllen der Aufträge dieser Person gewinnt man ihr Vertrauen und bekommt weitere Kontakte vorgeschlagen. Die Kontaktpersonen haben meist ein zentrales Anliegen, was einen größeren Handlungsstrang (mehrere zusammenhängende Missionen mit Hintergrundgeschichten) einleitet. Nach Abschluss dieser Handlungsstränge gewinnt der Spieler meist einen tieferen Einblick in die Hintergründe, Motivationen und Verbindungen der agierenden Gruppierungen.
Missionen werden meist in Instanzen erfüllt, d. h. auch wenn mehrere Spieler bzw. Gruppen die gleiche Mission erfüllen, hat jedes Team ein eigenes Areal zur Verfügung. Wartezeiten bis zum erneuten Auftauchens (engl. Respawn) des avisierten Gegners entfallen. Die Missionen sind, je nach gewähltem Schwierigkeitsgrad, in wenigen Minuten erfüllbar.
Neben den Missionen gibt es auch Taskforce Einsätze. Diese Einsätze sind nur von Teams mit einer vorgegebenen Mindestanzahl an Mitgliedern bestreitbar und bewusst auf eine mehrstündige Spieldauer ausgelegt.
Teams können ad hoc von zwei Spielern gebildet werden. Das Einladen weiterer Spieler sowie das Aussteigen aus Gruppen ist durch wenige Interaktionen möglich. Wenn Spieler unterschiedlicher Spielstufe zusammen ein Team bilden, so können hochrangige Spieler als Mentoren Spieler niedrigeren Ranges anheben. Der als Sidekick agierende Spieler erhält, solange er sich in der Nähe des Mentors befindet, die Spielstufe des Mentors minus eins. Wenn man häufiger zusammen spielen möchte, so können die einzelnen Helden eigene Supergruppen bilden oder diesen beitreten. Die Mitgliedschaft in einer solchen Supergruppe wird im Spiel unterhalb des Heldennamens vermerkt.

## Aktualisierungen
Seit seinem Start hat das Spiel City of Heroes sechzehn größere kostenlose Aktualisierungen erhalten. Diese großen Aktualisierungen werden, wie für Comics üblich, als Ausgaben (in der amerikanischen Version als „issue“) bezeichnet. Die Veröffentlichung dieser Ausgaben gehen mit umfangreichen Veränderungen in der Spielwelt einher. So wurden im Laufe der Zeit neue Zonen und Kräftesets hinzugefügt. Die neunte Ausgabe erweiterte das Spielprinzip durch das aus anderen MMORPGs bekannten Crafting, das Herstellen von Gegenständen aus gefundenen Rohmaterialien.
Kleinere Aktualisierungen optimieren die Balance der einzelnen Rollen und Kräftesets oder korrigieren Fehler im Spiel.

## City of Villains
Die erste kostenpflichtige und eigenständige „Erweiterung“ mit dem Namen City of Villains wurde am 31. Oktober 2005 veröffentlicht und stellt das gegenteilige Spielkonzept zu City of Heroes dar. Spieler schlüpfen hier in die Haut von Superbösewichten. City of Villains ist auch ohne City of Heroes als eigenständiges MMORPG spielbar. Beide Spiele, City of Heroes und City of Villains, agieren auf den gleichen Servern, d. h. Vertreter beider Seiten können sich in Wettkämpfen um Basen und speziellen Gebieten messen (Spieler gegen Spieler). Seit Ausgabe 10 können auch Helden und Schurken in einem speziellen Gebiet gemeinsam gegen die Invasoren vorgehen.
Seit dem 16. Juli 2008 ist es nicht mehr möglich, nur eines der Spiele zu kaufen; es gibt diese nur noch im Bundle.

## Going Rogue
Die zweite kostenpflichtige Erweiterung mit dem Namen Going Rogue wurde am 16. August 2010 veröffentlicht und stellt quasi die Vorstufe zu City of Heroes und City of Villains dar. Spieler starten in dem Spiegeluniversum Prätoria und können sich dort im Verlauf der ersten 20 Level entscheiden welcher Seite sie letztlich angehören wollen. Durch das mit Going Rogue neu eingeführte moralische Ausrichtungssystem ist es auch bereits existierenden Helden und Schurken möglich die Seiten zu wechseln. Neben drei neuen Zonen und vier neuen Kräftesets wurde auch der Ultra Mode eingeführt der eine komplette Überarbeitung der Spieleengine bedeutet. Hierdurch wurde das Spiel an aktuelle Grafikstandards angepasst.

## City of Heroes Freedom
Am 21. Juni 2011 kündigte der Hersteller eine größere Änderung an. Mit Ausgabe 21 „Konvergenz“ sollte ein neues Konzept vorbereitet werden. Nicht nur erhielt das Spiel einen neuen Namen (City of Heroes Freedom), die Software wurde im Verlauf des Jahres 2011 kostenlos. Man konnte sich frei entscheiden, ob man die kostenlose Variante spielte oder als V.I.P.-Spieler weitere Möglichkeiten freischalten wollte. Die VIP-Variante war kostenpflichtig.

## Einstellung des Spiels
Am 31. August 2012 gab der Entwickler bekannt, dass die für die Betreuung des Spieles zuständigen Paragon Studios (eine Unterabteilung innerhalb NCSofts) geschlossen und die Server gegen Ende des Jahres heruntergefahren werden. Am 1. Dezember 2012 wurde das Spiel eingestellt.
Am 4. Januar 2024 gab das Team von Homecoming bekannt, dass es eine Lizenz von NCSoft für das Spiel City of Heroes erhalten hat. Die Lizenz erlaubt es Homecoming, das Spiel legal zu betreiben und weiterzuentwickeln. Homecoming ist der größte Fan-Server für City of Heroes. Er wurde 2015 gegründet, nachdem NCSoft das Spiel im Jahr 2012 offiziell eingestellt hatte.